# Bunker (Misuri)
Bunker es una ciudad ubicada en el condado de Reynolds en el estado estadounidense de Misuri. En el Censo de 2010 tenía una población de 407 habitantes y una densidad poblacional de 237,02 personas por km².

## Geografía
Bunker se encuentra ubicada en las coordenadas 37°27′27″N 91°12′42″O / 37.45750, -91.21167. Según la Oficina del Censo de los Estados Unidos, Bunker tiene una superficie total de 1.72 km², de la cual 1.72 km² corresponden a tierra firme y (0%) 0 km² es agua.

## Demografía
Según el censo de 2010, había 407 personas residiendo en Bunker. La densidad de población era de 237,02 hab./km². De los 407 habitantes, Bunker estaba compuesto por el 99.26% blancos, el 0% eran afroamericanos, el 0.25% eran amerindios, el 0% eran asiáticos, el 0% eran isleños del Pacífico, el 0% eran de otras razas y el 0.49% pertenecían a dos o más razas. Del total de la población el 0.98% eran hispanos o latinos de cualquier raza.